# Wyborowa

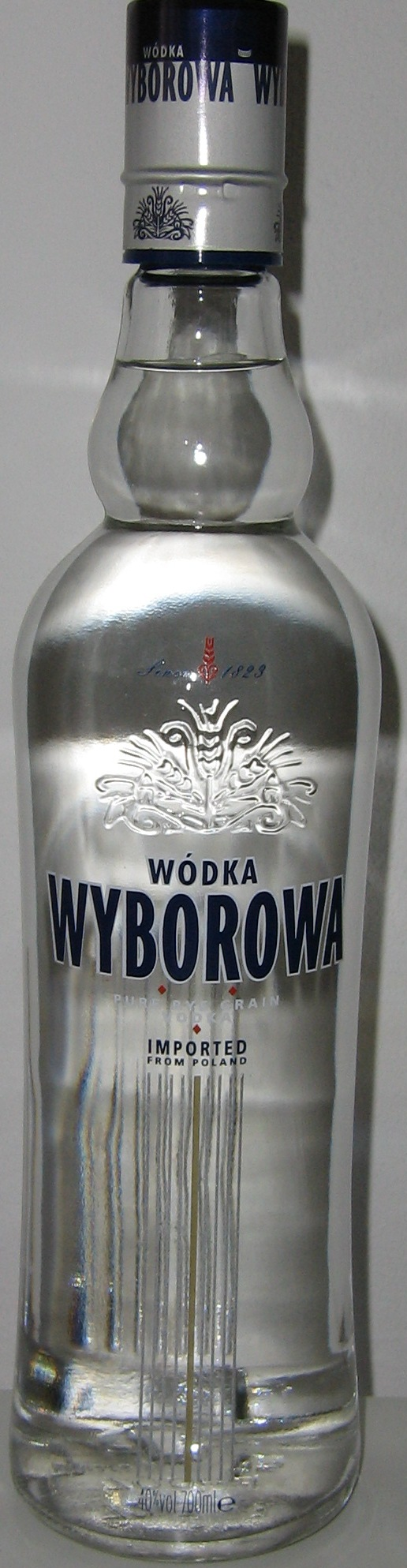
Wódka Wyborowa

Wyborowa (adj. lit. ausgewählt, von polnisch wybór für Auswahl) oder Wódka Wyborowa ist eine polnische Wodkamarke. Sie gilt als älteste international vertriebene Wodkamarke der Welt.
Die Produktion des Wyborowa-Wodkas begann 1823 in einer Brennerei im damals preußischen Posen, die dem jüdischen Geschäftsmann Hartwig Kantorowicz gehörte. Zunächst wurde nur das Adjektiv wyborowa als Markenname gewählt. Später wurde das Wort wódka (polnisch für Wodka) ergänzt und der heutige Markenname entstand. Zunächst wurde nur der Binnenmarkt bedient, ab 1873 jedoch auch in das europäische Ausland exportiert. 1927 wurde Wódka Wyborowa die erste internationale Wodkamarke.
In den 1950er und 1960er Jahren eroberte Wódka Wyborowa alle wichtigen europäischen Märkte und umfasste z. B. in Großbritannien über 60 % aller Wodkaimporte. Während des politischen Umbruchs in den späten 1980er und frühen 1990er Jahren und dem damit verbundenen wirtschaftlichen Wandel bekam die verantwortliche Posener Brennerei, wie viele andere polnische Betriebe, ernsthafte wirtschaftliche Schwierigkeiten und war dem Konkurs nahe. Jedoch wurde die Brennerei aufgrund ihrer internationalen Bekanntheit vom französischen Wein und Spirituosen herstellenden Konzern Pernod Ricard aufgekauft.
Wódka Wyborowa wird traditionell in 0,7 l fassenden Flaschen und mit einem Alkoholgehalt von 40 % ausgeliefert.
Der Wodka Wyborowa wird in einer polnischsprachigen Version von Eisgekühlter Bommerlunder (Zamrożona Wyborowa) thematisiert und von den Toten Hosen in dem Film Hochzeitspolka von Lars Jessen gespielt. Das Musikvideo zu Zamrożona Wyborowa wurde am 10. September 2010 erstmals auf der offiziellen Website der Band vorgestellt.